# 凝灰岩

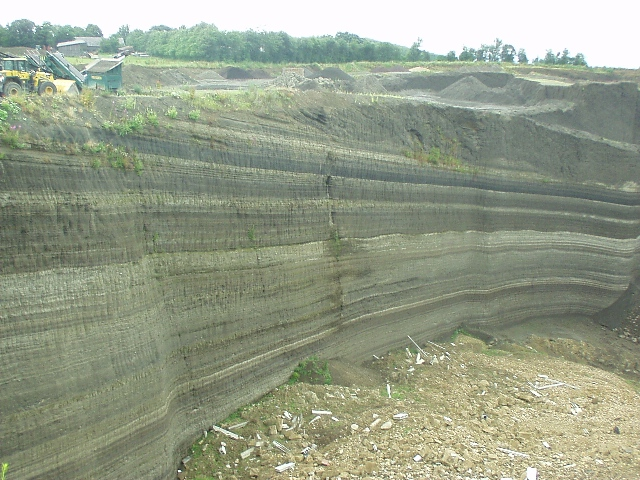

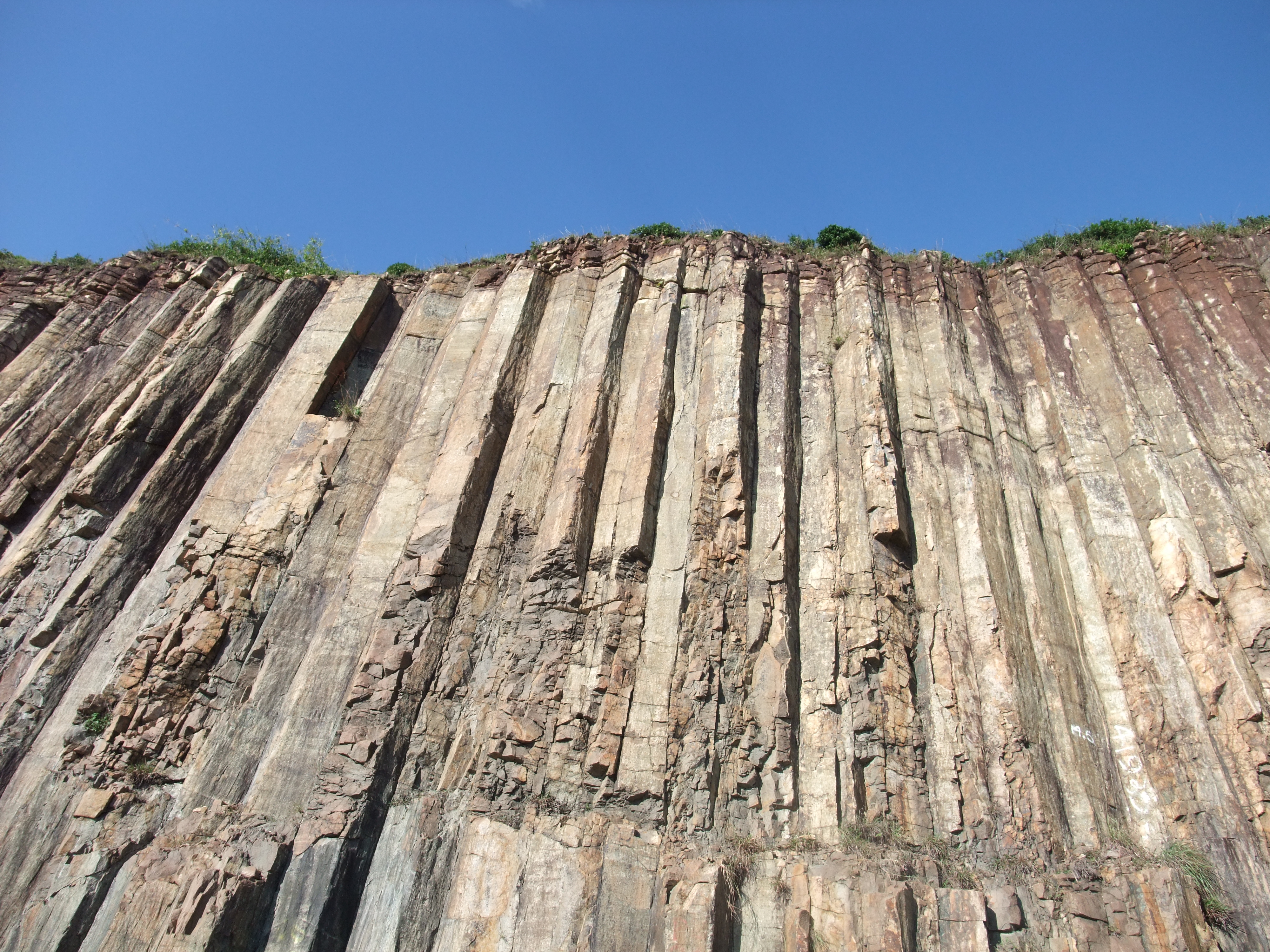
香港萬宜水庫旁的凝灰岩

凝灰岩是種火山碎屑岩，其组成的火山碎屑物質有過半顆粒直徑小於2毫米的火山塵和火山灰壓實固結而成，成分主要是火山灰，外貌疏鬆多孔，粗糙，有層理，颜色多樣，有黑色、紫色、红色、白色、淡绿色等，根據其火山碎屑成分可分為：
- 晶屑凝灰岩；
- 玻屑凝灰岩；
- 岩屑凝灰岩。

凝灰岩是常用建筑材料，也可以作为制造水泥的原料和提取钾肥的原料。
凝灰岩向熔岩過渡的類型，稱為凝灰熔岩，火山碎屑物質含量少於一半。
火山灰凝固成岩為凝灰岩（tuff）。台北公館、三張犂與六張犁一帶之山坡地，出現有凝灰岩露頭，富灰燼狀氣孔，風化者相當鬆軟，故多墳墓。